# هارولدزویک
هارولدزویک (به انگلیسی: Haroldswick) یک روستا در بریتانیا است که در شتلند واقع شده‌است.